# Caminhos de Ferro do Estado
La Administração Geral dos Caminhos de Ferro do Estado (Administración General de Ferrocarriles del Estado), más conocida como Caminhos de Ferro do Estado o por la sigla CFE, fue una empresa pública portuguesa, que se ocupó de la gestión y de la construcción de varios trayectos ferroviarios en Portugal. Fue formada por una ley del 14 de julio de 1899 que fusionó los activos de Caminhos de Ferro do Minho e Douro y Caminhos de Ferro do Sul e Sueste.
El 11 de mayo de 1927 se intengró en la Compañía de los Caminhos de Ferro Portugueses.

## Características

### Organización
Esta Compañía se encontraba bajo la tutela del Ministerio de Obras Públicas, Comercio e Industria, aunque, hasta 1901, el consejo de administración hubiese tenido una casi total autonomía en relación con este organismo.

### Material circulante

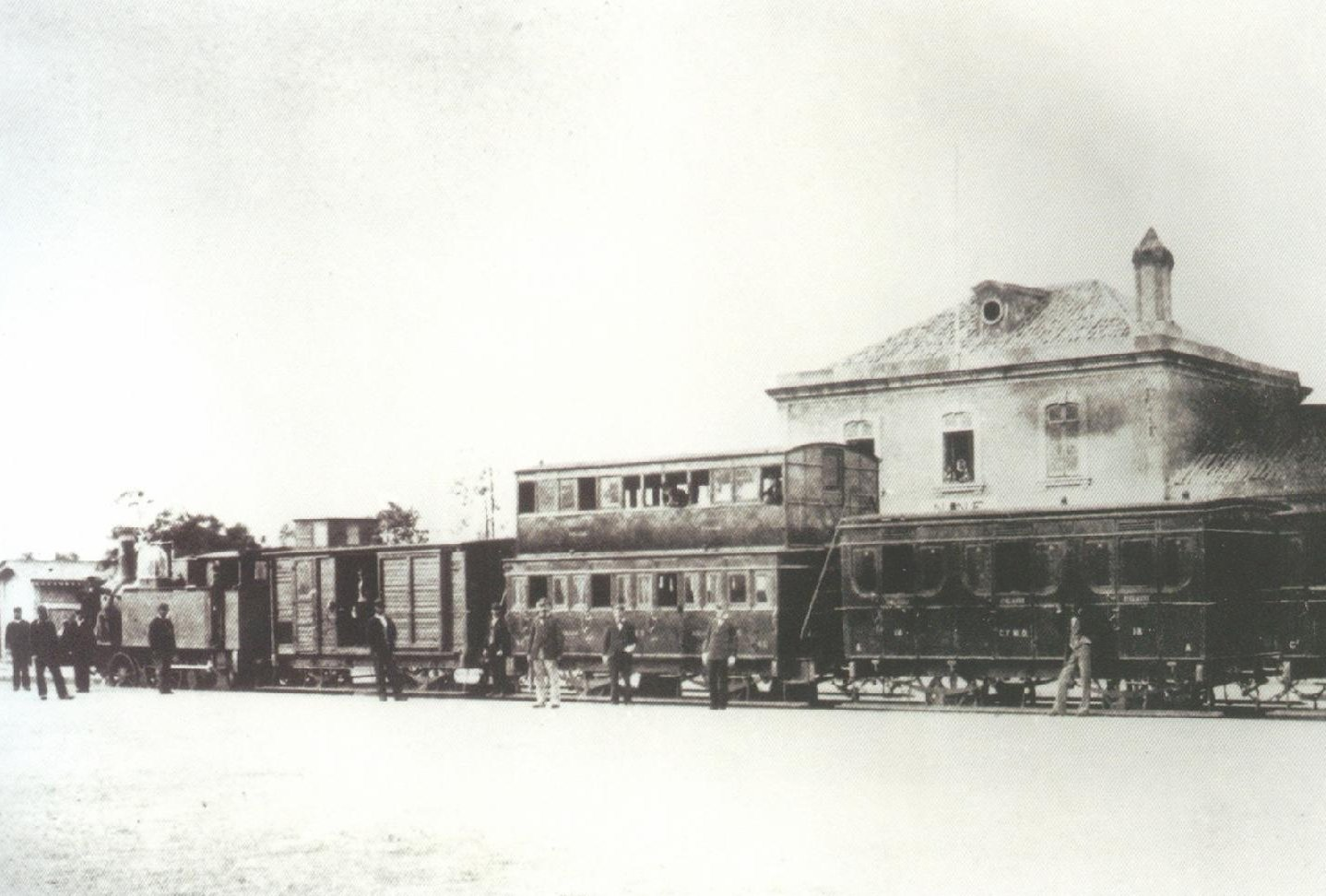
Vagón con dos pisos en la Estación de Nine; el vagón pintado de color negra ostenta las siglas C. F. M. D., de la División de los Ferrocarriles del Miño y Duero

La División de los Ferrocarriles del Miño y Duero poseía vagones de dos pisos, con segunda y tercera clases, construidas en 1875 por la casa Chevalier, y que hicieron parte de los servicios que unían Porto a Braga y Penafiel.
En términos de material motor, esta división poseía varias locomotoras a vapor, como la locomotora-tender MD16 Mira, construida por la Beyer Peacock, en el Reino Unido, en 1878, o la E161, fabricada por Henschel & Sohn, en Alemania, en 1905, y que estuvo al servicio en la Línea del Corgo.

### Sanatório Vasconcelos Porto
Esta empresa instituyó el Sanatório Vasconcelos Porto, en la localidad de São Brás de Alportel que fue inaugurado en 1918; servía para curar a los funcionarios y sus familias, que sufriesen de tuberculosis.

## Historia

### SigloXIX

#### Antecedentes
La construcción de la red ferroviaria en las regiones al Sur del Tajo, que tenía una elevada importancia para la economía nacional, sufrió, desde el inicio de su construcción, en 1854, varias dificultades financieras, políticas y legales, agravadas por la inexperiencia en este tipo de obras; la ejecución de este proyecto se desveló como muy lenta y costosa, y varios tramos estaban muy atrasados, lo que obrigaba a la intervención casi constante del Estado portugués.
Así, y una vez que la Compañía de los Ferrocarriles del Sur y Sudeste, única responsable de la construcción y gestión de la Red Ferroviaria al Sur del Tajo, se encontraba en problemas de orden financiero, se volvió muy improbable la continuación de los proyectos acordados con el estado, principalmente la conexión entre Beja y el Algarve, haciéndose necesario una nueva intervención del estado, que tomó posesión de las líneas y asumió la responsabilidad de sus obras; la explotación de las líneas continuó asegurada por la Compañía.
No obstante, los varios concursos abiertos por el Estado para la conclusión de las líneas, entre 1873 y 1883, no aportaron ningún resultado, debido al recelo que los inversores tenían en financiar proyectos de este tipo, fruto de los fracasos anteriores; así, se volvió necesario que el propio gobierno se encargase de las obras, lo que fue autorizado por ley de 1883. La administración del estado, sin embargo, también se demostró deficiente, debido a la elevada centralización y burocracia, que atrasaba y detenía las operaciones ferroviarias; para resolver estos problemas, se tornó, así, necesario, constituir una organización, de cariz gubernamental, pero con una cierta independencia en relación con el estado, que tuviese para sí la responsabilidad de la gestión y construcción de la red ferroviaria.

#### Formación
Para este efecto, fue formada, por un decreto del 6 de octubre de 1898, una comisión encargada de estudiar y presentar propuestas para la reforma del sistema de administración de los ferrocarriles por cuenta del estado; una ley, promulgada el 14 de julio de 1899, basada en los resultados de los estados de la comisión, formó oficialmente la Administração Geral dos Caminhos de Ferro do Estado, con un consejo de administración propio, lo que le garantizaba una cierta independencia en relación con los otros organismos del gobierno. La misma norma también creó el Fondo Especial de Ferrocarriles, cuya función era auxiliar financieramente los Ferrocarriles del Estado, y que se reveló de elevada importancia debido al apoyo que dio para la instalación y renovación de infraestructuras, como las estaciones, vías, oficinas, puentes y señalización.

### SigloXX

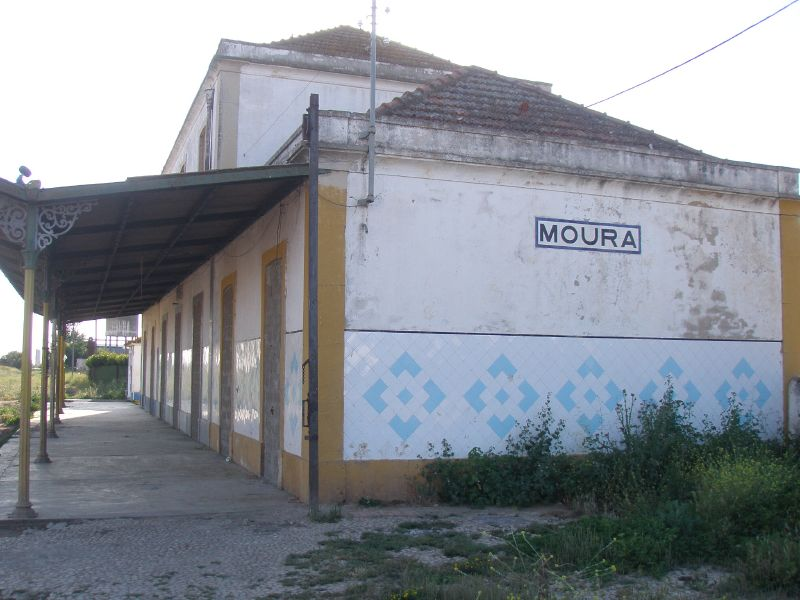
Estación de Moura, en el final del Ramal con el mismo nombre

La formación de los Ferrocarriles del Estado fue acompañada de una serie de reformas de la legislación y operaciones ferroviarias, llevadas a cabo entre 1899 y 1905, y que modernizaron los ferrocarriles en Portugal y estimularon la iniciativa, lo que se reveló a través de la construcción de nuevos tramos y conclusión de los proyectos, como los Ramales de Moura, en 1902, Portimão, en 1903, Vendas Novas, en 1904, Vila Viçosa, en 1905, y la Línea de Beira Baixa, también en 1904. También fueron construidas nuevas infraestructuras, como la cochera para locomotoras en la estación de Estremoz, en la Línea de Évora.
Un decreto, publicado el 24 de diciembre de 1901, reformuló la organización del consejo de administración de esta empresa, pasando a ser controlado por una comisión ejecutiva, que respondía directamente al ministro de las Obras Públicas, Comercio y Industria. En el mismo mes, el consejo de administración fue encargado de abrir un concurso para la construcción del Puente de Pocinho, y del puente carretera de Pinhão.
El Decreto n.º 4206, publicado el 4 de mayo de 1918 por el Ministerio de Subsistencias y Transportes, extinguió el consejo de administración de los Ferrocarriles del Estado, pasando todas sus competencias para la Dirección General de los Transportes Terrestres; no obstante, esta norma fue revocada, debido a varias reclamaciones, por el Decreto n.º 4389, del 11 de junio, siendo el consejo de administración restablecido por el Decreto 5039, del 30 de noviembre, que también aprobó el Regulamiento General de las Direcciones de los Ferrocarriles del Estado.
El Decreto n.º 5328, publicado el 25 de marzo de 1919 reformuló la forma en que era efectuada la dirección de esta organización, pasando a denominarse Ferrocarriles del Estado, y siendo dirigida por la Administración de los Ferrocarriles del Estado, bajo la tutela del Ministerio de Abastecimientos. La administración de los Ferrocarriles del Estado volvió a ser modificada por los Decretos 5605, de 10 de mayo del mismo año, 8924, del 18 de junio de 1923, y 9779, del 7 de junio de 1924.
En 1927, esta empresa ya había creado varios servicios rápidos hasta al Algarve, que permitían viajes con menos de 6 horas de duración.

#### Extinción
El Decreto n.º 12:684, publicado el 16 de noviembre de 1926, autorizó al gobierno a abrir concursos, destinados a compañías portuguesas, para la explotación de las líneas férreas explotadas por el estado; las redes de líneas correspondientes en las Divisiones del Sur y Sudeste y del Miño y Duero podían ser alquiladas en conjunto o separadamente, siendo estas unidades administrativas extintas e integradas en las empresas que venciesen el concurso.
El concurso fue anunciado el 17 de noviembre del mismo año, aprobado por una ordenanza al día siguiente, y abierto el día 22; fueron recibidas diez propuestas, por parte de siete empresas, siendo aceptadas, con algunas modificaciones en el concurso, a propuesta de la Companhia dos Caminhos de Ferro Portugueses, que tenía la preferencia de la Procuraduría General de la República. El Ministerio de Comercio y Comunicaciones autorizó, por el decreto 13:260, de 9 de marzo de 1927, el arrendamiento de las líneas del estado, durante un período de 30 años, debiendo ambas divisiones de Ferrocarriles del Estado, con su respectivo inmovilizado y funcionarios, ser integradas en la Compañía; el contrato fue firmado el 11 de marzo, y la Compañía inició la explotación de las antiguas líneas del estado el 11 de mayo.